# Халкидички савез
Халкидички савез (грч. Κοινόν τῶν Χαλκιδέων) била је федерална држава са центром у Олинту која је постојала на северу Егејског мора (Халкидики) од 432. п. н. е. до 348. п. н. е.

## Историја
Халкидичка лига основана је 432. п. н. е. изласком Олинта из Атинског поморског савеза. У савез је ушла већина градова Халкидикија и неки градови са македонске територије (Пела) јер је македонски краљ Аминта III 393. п. н. е. потиснут са дела своје територије продором Илира на Балкан. 
Савез је располагао многобројним лукама и тржиштима, налазиштима злата, шумама, великим новчаним средствима и јаком војском. Крајем 80-тих година 4. века п. н. е. савез улази у преговоре са Атином и Тебом о заједничкој борби против спартанске хегемоније. Теба која је убрзо након Пелопонеског рата претрпела државни удар била је непријатељски расположена према олигархији. Атина је била природни непријатељ Спарте. Обе државе настојале су да обнове своје савезе (Беотијски и Други атински поморски) који су распуштени Анталкидовим миром 386. п. н. е.
Године 382. п. н. е. Спарта на челу Пелопонеског савеза објављује рат Халкидичком савезу. Повод су били апели македонског краља Аминта и тужбе суседа Олинта, Аканта и Аполоније. Армија је бројала 10.000 људи без помоћне армије македонског краља. Извиднички одред на челу са Еудамидом заузео је Потидеју и предводио је у главно спартанско уточиште и ратну базу на Халкидикима. 
Поход се показао тешким. Спартанска војска потпуно је разбијена код Олинта у пролеће 381. п. н. е. На чело нове армије стао је краљ Агесиполид. Олинт је освојен након 2 године - 379. п. н. е. јер му је понестало хране. Чланови савеза приморани су да се прикључе Пелопонеском савезу. 
Савез је престао да постоји падом Халкидикија под македонску власт. Филип II је 348. п. н. е. халкидичке градове прикључио својој држави. 